# 出石川
出石川（いずしがわ）は、円山川水系の支流で兵庫県豊岡市を流れる一級河川。

## 地理
兵庫県豊岡市但東町小坂に源を発して北西に流れる。豊岡市街地付近にて円山川に合流する。

## 水害
合流域の円山川は汽水域となっており、流れが非常に緩やかであることから、しばしば水害に悩まされている。

## 自然
2004年（平成16年）10月20日の台風23号による災害復旧工事に際して、大量のオオサンショウウオが発見されて一時保護された。
2011年（平成23年）頃から、豊岡市立高橋小学校は出石川で生物調査を行っている。2021年（令和3年）には73センチのオオサンショウウオが発見された。
円山川漁業協同組合は高橋地区の出石川において稚アユの放流を行っている。

## 流域の自治体
兵庫県
豊岡市

## 主な支流
- 太田川

## 平行する交通

### 道路
- 国道426号

## 主な橋梁
- 天神橋 - 県道249号線
- 五条大橋
- 伊豆橋 - 県道248号線
- 鳥居橋 - 国道482号線
- 長砂橋 - 国道482号線
- 堀川橋
- 出石鶴見橋 - 県道2号線
- 堀川橋
- 寺内橋 - 県道10号線
- 乙女橋 - 国道426号線
- 上野橋
- 桐野橋
- 松神橋 - 県道528号線
- 寺坂橋
- 大野橋
- 矢根大橋